# Alessandro Davolio
Alessandro Davolio (Novellara, 8 gennaio 1975) è un ex cestista italiano.
Playmaker di 190 cm per 90 kg,ha giocato per diverse stagioni in Serie A con la Pallacanestro Reggiana, Pallacanestro Varese e Roseto Basket.
Tre le promozioni ottenute, Reggio Emilia, Castelletto Ticino e Casale Monferrato dove vince anche la Coppa Italia di categoria.

## Carriera
Ha esordito nella massima serie il 6 febbraio 1994, nel corso dell'incontro Campeginese Reggio Emilia-Clear Cantù 72-66. Con la squadra emiliana Davolio ha giocato 6 stagioni e mezzo, conquistando una promozione dalla Serie A2, arrivando a giocare le semifinali scudetto contro la Benetton Treviso e disputando anche la Coppa Korać in campo europeo, partendo talvolta da titolare.
Nel gennaio 2000 passa alla Pallacanestro Varese, con cui gioca nella massima serie fino al 2002. Terminata l'esperienza con la società lombarda, Davolio fa ritorno nella sua Novellara disputando il campionato di C1, in attesa di un ritorno nelle serie superiori che si concretizza nel novembre seguente con la chiamata di Roseto, in quella che sarà la sua ultima parentesi in Serie A.
Nel 2003 scende in serie B1 a Castelletto Ticino, dove raggiunge la promozione in Legadue: la società gialloblu tuttavia vende il proprio diritto sportivo alla Juvecaserta durante l'estate. L'anno successivo è ingaggiato da Casale Monferrato, altra squadra promossa in Legadue a fine anno. Dalla stagione 2005-2006 veste la canotta della Fulgor Libertas Forlì, giocandovi 4 campionati sempre in terza serie. Nel 2009 firma con la Pallacanestro Faenza, formazione di B Dilettanti che scomparirà a fine anno. Svincolato, si accasa a Ravenna.
Nel marzo 2012 annuncia il suo ritiro dall'attività agonistica, anche a causa di un infortunio alla caviglia patito due mesi prima.

## Palmarès
- Promozione in Serie A1: 1
Reggio Emilia: 1996-97
- Promozione in Legadue: 2
Castelletto Ticino: 2003-04
Casale Monferrato: 2004-05

## Record in A
- Punti - 25 contro Varese
- Tiri da due realizzati - 7 contro Treviso
- Tiri da due tentati - 10 contro Treviso
- Tiri da tre realizzati - 5  (2 volte)
- Tiri da tre tentati - 8 contro Napoli
- Tiri liberi realizzati - 8 (3 volte)
- Tiri liberi tentati - 10 contro Caserta
- Rimbalzi offensivi - 3 (2 volte)
- Rimbalzi difensivi - 7 contro Milano
- Rimbalzi totali - 7 contro Milano
- Assist - 8 contro Verona
- Palle recuperate - 8 contro Padova
- Falli subiti - 7 (2 volte)
- Minuti giocati - 41 contro Padova